# Bryaninops nexus
Bryaninops nexus är en fiskart som beskrevs av Larson, 1987. Bryaninops nexus ingår i släktet Bryaninops och familjen smörbultsfiskar. Inga underarter finns listade.